# 埃爾佩尼奧爾 (納里尼奧省)
埃爾佩尼奧爾是哥倫比亞的城鎮，位於該國西南部，由納里尼奧省負責管轄，始建於1998年12月7日，面積125平方公里，海拔高度1,863米，2005年人口6,683。